# Condado de Rutherford (Carolina do Norte)
O Condado de Rutherford é um dos 100 condados do estado americano da Carolina do Norte. A sede do condado é Rutherfordton, e sua maior cidade é Forest City. O condado possui uma área de 1 466 km² (dos quais 5 km² estão cobertos por água), uma população de 62 899 habitantes, e uma densidade populacional de 43 hab/km² (segundo o censo nacional de 2000). O condado foi fundado em 1779.